# 이노우에 겐지 (레슬링 선수)
이노우에 겐지(일본어: 井上 謙二, 1976년 11월 5일~)는 일본의 레슬링 선수, 체육행정인이다. 2004년 하계 올림픽 남자 자유형 라이트급 동메달을 획득했다.